# Centre d'études de la navigation aérienne
Le Centre d'études de la navigation aérienne (CENA) était l'organisme français chargé du développement du système de contrôle aérien français (le CAUTRA) de 1959 jusqu'au milieu des années 1980. Il se consacra ensuite aux études et à la recherche appliquée dans le domaine de la gestion du trafic aérien jusqu'à sa disparition en 2005. Son histoire est indissociable de celle du contrôle aérien français et de son automatisation. Une thèse de sociologie lui a été consacrée par Sophie Poirot-Delpech en 1995, et un site, développé et mis à jour par d'anciens membres bénévoles, est entièrement consacré à la sauvegarde des notes et rapports du CENA.

## Le développement du CAUTRA (1959-1987)
Le Centre d'Études et d'Expérimentations de la Navigation Aérienne (CEENA) est créé en août 1959 et rebaptisé derechef Centre d'Expérimentations de la Navigation Aérienne (CENA) en décembre 1959. C'est René Bulin, alors Directeur de la Navigation Aérienne, qui décide de sa création après une visite au centre expérimental de la FAA à Atlantic City (le NAFEC, National Aviation Facilities Experimental Center, créé en 1958, devenu aujourd’hui le William J. Hughes technical center). Pour René Bulin, très investi dans la création d'Eurocontrol (dont il sera le premier directeur), le CENA doit devenir le grand centre d'expérimentations européen (l'histoire en décidera autrement). Durant l'année 59, le CENA n'a ni locaux, ni chef, ni projets à réaliser.

En 1960, la DNA connait une réorganisation avec la disparition du Service de la Navigation Aérienne (SNAé) et la création d'une part d'entités régionales reprenant ses fonctions d'exploitation et d'autre part du Service Technique de la Navigation Aérienne (STNA) qui reprend ses attributions techniques. Le STNA est confié à Bernard Palayret et Jacques Villiers, autre grande figure du SNAé se voit confier le CENA. Suivant Sophie Poirot Delpech: 
« Cette distribution correspond assez bien aux tempéraments des deux hommes mais l'inégalité du partage engendre une situation ambigüe qui n'en finira pas de se régler et suscitera périodiquement de nouveaux problèmes en réactivant la rivalité initiale avec ses composantes économique, politique, idéologique et personnelle.  »
Jacques Villiers (X45) s'est intéressé très tôt à la «recherche» sur l'automatisation du contrôle qui se fait aux États-Unis. Dès 1957, il a exercé une action de lobbying pour que la DNA s'équipe de matériel informatique permettant de lancer le premier CAUTRA (Coordonnateur Automatique du TRafic Aérien). Un jeune IAC sorti de l'ENAC est affecté au CENA dès 1959. Il s'agit de Dominique Alvarez (X54) qui sera le véritable père technique du CAUTRA.
La vision française de l'automatisation du contrôle est «human centered»,,: l'homme reste au centre du système de contrôle. Elle a aussi pour postulat de demander un minimum d'effort à l'opérateur pour informer le système. Ces deux postulats sont différents de ceux qui seront poursuivis aux États-Unis (où l'on demandera très tôt aux contrôleurs d'utiliser des claviers pour rentrer des informations) ou même par le centre expérimental Eurocontrol qui s'intéressera sous la direction de Georges Maignan à des projets d'automatisation complète (tel ARC2000). Ces deux postulats fondateurs théorisés très tôt par J. Villiers influenceront la totalité du développement des systèmes de navigation aérienne jusqu'à ce jour en France. Jacques Villiers introduira très tôt dans les centres des psychologues-cogniticiens tels André Bisseret, et l'on peut voir dès les années 1960-70 la mise en place du «modèle cognitif du contrôleur».

Le troisième postulat fondateur est l'expérimentation directe. Le système CAUTRA est branché « en direct » sur le centre de contrôle d'Athis-Mons où le CENA s'installe bientôt, et il sert tout d'abord à distribuer sur les positions de contrôle les strips papier en fonction des plans de vol. C'est le début du STPV (Système de Traitement Plan de Vol). De 1961 à 1965, les progrès sont considérables autour de Dominique Alvarez et en 1962 la revue américaine ATC quarterly leur rend hommage : 
« Le CENA a progressé fort loin avec un très petit budget (...) Les résultats obtenus montrent à l'évidence que la réflexion profonde est plus efficace que la dépense de millions de dollars et prouvent qu'il existe une voie plus raisonnable que l'effort massif typique des États-Unis. »
De 1965 à 1970 sera mis en place le CAUTRA II. C'est aussi l'époque de l'apparition des premiers radars secondaires qui vont remplacer les radars primaires. C'est le premier système de traitement radar (STR) et les premiers problèmes de visualisation de l'information sur un périphérique alimenté de façon numérique et non plus analogique. En 1970, les trois principaux éléments du système de contrôle sont en place: STPV, STR et balbutiements d'une IHM.
De 1970 à 1975, le CAUTRA III est mis en route. Il s'agit d'une évolution importante (traitement de l'ensemble des avions survolant l'espace français, poursuite multi-radars, etc.). Mais c'est aussi l'époque des difficultés : d'une part, le plan calcul français impose de réécrire la totalité du système sur des calculateurs CII 10070 au lieu des IBM utilisés jusque-là. Les 10070 souffrent de problèmes récurrents de disque qui occasionnent des « plantages » du système.
D'autre part, la méthode expérimentale d'essais-erreurs qu'emploie le CENA dans les centres avec des modifications « en direct » des programmes occasionne également quelques soucis. De plus, le manque de personnel affecté sur le CAUTRA est patent. La fiabilité du système est en cause. Enfin, le DNA de l'époque, Jean Lévèque, revendique des positions libérales en accord avec la fin du gaullisme et l'arrivée de la première vague libérale en France.

En 1973, le CENA perd son statut de centre d'expérimentations et devient le Centre d'Études de la Navigation Aérienne par arrêté du 1er juin 1973. Le mot « recherche » apparaît explicitement dans ses missions : 
« Art. 3. Le centre effectue les études et recherches dont il est chargé par le directeur de la navigation aérienne ou dont il prend l'initiative après accord de celui-ci. »

Sa structure est modifiée en conséquence suivant un rapport R72-009 de Dominique Alvarez: 
« La Direction de la Navigation Aérienne estimant qu’elle ne disposait pas des éléments permettant de définir une politique d’évolution à moyen et long terme du système, a décidé d’orienter plus particulièrement l’action du C.E.N.A sur l’étude des problèmes conditionnant cette évolution(...) L’organisation correspondante du CENA en quatre divisions d’inégales importances : la division "Études et Recherches", la division "Simulation", la division "CAUTRA Opérationnel", la division "Projet" »
Le DNA, Jean Lévèque, suivant l'avis du STNA, décide de faire effectuer un audit du travail du CENA sur le CAUTRA 3 par deux sociétés de service en informatique : la SESA et ECA automation. Les résultats de l'audit seront fort différents. Pour SESA, les pannes sont « des erreurs de jeunesse et les efforts du CENA devraient déboucher sur une fiabilité correcte ». Mais pour ECA « les incidents, proportionnels au trafic traité, relèvent de causes structurelles et de méthodes de travail discutables ». Pour ECA enfin, le CAUTRA est « plein de verrues qui le gangrènent ». Il est « sous-évolué », son langage est « sous-développé », « il mélange tout, sans objectifs précis à atteindre » et « la fiabilité ne peut être obtenue que si chacun arrête de s'amuser ».
À la suite de cet audit, et suivant les recommandations d'ECA, la responsabilité du développement opérationnel du CAUTRA est retirée au CENA et confiée au STNA (décision DNA/SDT-803 du 2/12/1977 supprimant la division « CAUTRA opérationnel ») et le projet CAUTRA 4 s'effectue dans un environnement totalement différent : la réalisation du STPV est confiée au Centre Expérimental Eurocontrol à Brétigny, le STR est confié à une équipe de l'industriel ECA (celui-là même qui avait réalisé l'audit) « dirigée » par des personnels du STNA installé à Chevannes, tout cela dans une atmosphère empoisonnée entre les différents intervenants (Daniel Azéma, chef de la division CAUTRA opérationnel, écrira à propos d'ECA : « On aurait dit des gens de l'âge du fer venant parler à ceux de l'âge de pierre. Ils nous prenaient pour des imbéciles »).
Mais les équipes CAUTRA 3 continuent de travailler et viennent à bout des problèmes de fiabilité, essentiellement en remplaçant les disques défaillants des 10070. En deux ans, la durée d'indisponibilité du CAUTRA 3 tombe de 44h à 14h dont seulement 3h pour des raisons logicielles sur le centre de Paris. Ces problèmes réglés, les équipes CAUTRA 3 vont continuer à rajouter de nouvelles fonctionnalités, et les équipes du CAUTRA 4 vont avoir plus que du mal à rattraper un système qui continue à courir devant eux.

En 1979, Alain Monnier est nommé chef du STNA. À la DNA, il a été un des artisans du transfert du CAUTRA 4 au STNA, mais il lui faut bien se rendre à l'évidence : 
« La DNA avait fait une analyse juste (il fallait passer du stade artisanal à un stade industriel) accompagnée d'un jugement totalement injuste de la situation car nous avons, tel le chevalier blanc, cherché un responsable (le CENA) alors que tout ce qui arrivait démontrait au contraire l'incontestable réussite du CAUTRA. »
 Alain Monnier va d'ailleurs confier dès 1980 la responsabilité du projet CAUTRA 4 à un homme du CAUTRA 3, Jean-Marc Garot.
Ce changement de politique va se faire rapidement sentir. Tout d'abord, la réalisation du STPV est retirée au Centre Expérimental Eurocontrol. Ensuite, Jean-Marc Garot crée une forme d'équipe de développement mixte pour le STR puis le STPV qui ne satisfait pas vraiment non plus SYSECA qui perd la maîtrise d'œuvre complète du système. La pacification CENA/STNA qui s'ensuit permettra un basculement CAUTRA 3/CAUTRA 4 entre 1983 et 1987, même si, suivant l'expression de Dominique Alvarez: 
« On a l'impression, vue de l'extérieur, que le STNA se limite seulement à des replâtrages pour que le CAUTRA 4 arrive finalement à remplacer le CAUTRA 3. »
Le CAUTRA 3 était un « truc d'ingénieur » ; d'ailleurs, suivant l'expression même de la revue ATC quarterly « il montre la preuve de l'ingéniosité française, comme la 2 CV et la Caravelle ». Il s'agit d'un projet français assez typique du travail des corps de l'état français des années 1960 et 70: une petite équipe de cinq à quinze personnes (Dominique Alvarez parlera de «commandos»), un chef de projet unique de 1960 à 1985 (Dominique Alvarez) qui maitrise son système, des résultats remarquables (il fut considéré comme le meilleur système européen voire mondial) avec des budgets extrêmement réduits.
Le passage au CAUTRA 4 était inévitable en raison de la fin des calculateurs 10070 du CAUTRA 3, mais le mode de passage (dessaisissement immédiat du CENA au bénéfice de l'industriel) est un choix politique fait sans considération des éléments techniques. Il a aussi comme but de mettre en place un pôle industriel français dans le domaine des systèmes ATM comme le STNA a aidé à le faire par exemple pour Thomson dans le domaine des radars.
Au demeurant, la situation ne fut sauvée qu'au prix de lourds compromis sur le développement du CAUTRA 4 dont personne ne fut particulièrement satisfait : finalement, l'industriel ne récupéra pas la maîtrise du système comme il le souhaitait, et, vingt ans après, le système de contrôle français et le système ECA→SYSECA→Thomson→Thalès n'ont pas grand chose en commun. De son côté, l'administration a dû maîtriser pendant 25 ans un mode de développement CAUTRA 4 « en régie » soumis au code des marchés publics, qui peut amener à devoir remplacer totalement une équipe de développement par une autre au gré d'un marché gagné ou perdu, avec des coûts de développement qui se révélèrent explosifs.

## Études et recherche (1987-2005)
Après avoir perdu sa mission de développement du CAUTRA, le CENA va concentrer ses activités sur ses missions d'études et de recherche appliquée dans le domaine de la gestion du trafic aérien. Si les travaux d'études étaient profondément ancrés au sein du service, il n'en allait pas de même de la recherche, qui entrait pourtant dans les missions du CENA depuis le décret de 1973.
En 1987, la DGAC est dans une situation relativement unique en matière de recherche, puisqu'il n'existe aucun Ingénieur de l'Aviation Civile (corps supérieur issu de l'École Polytechnique ou de l'École normale supérieure) et aucun Ingénieur des Études et de l'Exploitation de l'Aviation Civile (corps des ingénieurs des travaux) ayant suivi une formation par la recherche dans le cadre de son activité professionnelle. À la même époque, les maisons d'emploi que sont la météo, l'IGN ou les Ponts et Chaussées ont déjà une réelle activité de recherche universitaire (doctorats) alors que parallèlement le CENA (qui est présenté comme l'organisme de la Direction de la Navigation Aérienne faisant de la recherche) ne compte aucun docteur. Cette problématique va se combiner avec celle de l'ENAC et du schéma directeur ENAC-2000.

Le 10 juin 1987, le président du conseil de perfectionnement de l'ENAC (Jacques Villiers, ancien chef du CENA) envoyait un courrier au Directeur de la Navigation Aérienne (Louis Pailhas) indiquant : 
« il apparait par ailleurs que la constitution au sein de l'ENAC d'une équipe du CENA entrerait parfaitement dans l'esprit du schéma directeur 1987-2000. »
 Le 19 octobre 1987, Louis Pailhas (DNA) indiquait par courrier (328 DNA/D) au Directeur Général son souhait de décentraliser à Toulouse une partie du CENA: 
« le surcoût étant largement compensé par l'apport de la synergie entre l'ENAC et le CENA que cette co-localisation génèrera. »

L'évolution du CENA semble vouloir se faire alors vers plus de recherche comme en témoignent ces deux extraits de courriers de Michel de Vries, Ingénieur de l'Aviation Civile, alors en poste à la Direction Générale de la Recherche et de la Technologie: 
« Pour la navigation aérienne, il faut un Centre d'Études et de Recherche de la Navigation Aérienne (CERNA) doté d'un bon statut, d'un bon budget abondé par le BAAC [Budget Annexe de l'Aviation Civile]  (pour le service public et la régularité), l'État (pour ce qui est de la responsabilité de la puissance publique), peut-être le BCRD délégué à la DNA, comme le SFACT et la DPAC, des contrats à aller chercher là où il y a des ressources et d'une bonne tutelle scientifique et technique (conseil scientifique, évaluation, thésards, etc.) »
« Le CENA serait doté d'un conseil scientifique et technique où pourraient siéger les membres éminents de la communauté scientifique et technique dont le concours bénéficierait aussi à la DNA. De même il serait soumis à l'évaluation externe qui est de règle en recherche. Il convient de toute urgence de contractualiser la position du CENA (...) afin qu'il puisse porter l'excellence des couleurs françaises en navigation aérienne qu'il est seul à posséder dans le jeu de la recherche communautaire, faute de quoi il risque d'en être exclu, et avec lui l'industrie française. »
Après deux ans passés à la FAA comme conseiller spécial auprès du directeur du projet "Advanced Automation System" après avoir mené le projet CAUTRA 4 en France, Jean-Marc Garot est nommé chef du CENA en 1988. Connaissant bien l'organisation américaine, en particulier les relations entre la FAA, la MITRE et les universités, il mène une politique extrêmement volontariste pour apporter des ressources au CENA. Le CENA connaitra d'ailleurs sous sa direction une croissance extrêmement important, passant d'une quarantaine de fonctionnaires à plus de 120.
Grâce à cette croissance en termes de personnels et de budgets, le CENA sera un des acteurs, si ce n'est l'acteur principal des études et de la recherche appliquée en Europe, à côté du Centre Expérimental Eurocontrol, comme en témoigne le nombre impressionnants de projets, et de notes, qui furent publiés dans ces années là.
Au rang des projets qui eurent une influence notable sur le développement des systèmes ATM, on peut citer :
- le développement des premières interfaces homme-machines, à travers les projets HEGIAS puis PHIDIAS, qui seront à la base des nouveaux postes de contrôle français à partir du milieu des années 1990
- le premier exemple d'interaction digitale sur la position de contrôle (DIGISTRIP) qui donnera lieu à brevet et licence, et dont le principe sera largement repris
- le premier modèle client serveur en matière de système de traitement plan de vol, qui deviendra le modèle générique des systèmes de traitement plan de vol modernes (DAARWIN)
- un outil de séquencement des arrivées (MAESTRO) qui sera industrialisé par SOFREAVIA (aujourd'hui EGISAvia) et vendu dans plus de dix pays
- la participation au développement des systèmes ACAS (Anti-Collision Airborne System), et en particulier au développement des algorithmes du TCAS
- la définition des protocoles de télécommunication aéronautiques (ATN)
- les travaux sur la circulation aéroportuaire et sa simulation, l'évaluation expérimentale du principe d'Airport Collaborative Decision Making au travers le projet Européen Leonardo qui aboutit à son application opérationnelle à Paris-CDG en 2010 (à la suite de Munich, aéroport pilote européen pour ce principe)
- les travaux sur l'amélioration de la prédiction de trajectoire et le développement de simulateurs de trafic (MASS et CATS/OPAS)
- les travaux sur les algorithmes de détection et résolution de conflit automatique (projet ERCOS) qui seront à la base de la tâche 4.7.2 du projet SESAR
- le développement des premières interfaces homme-machines, à travers les projets HEGIAS puis PHIDIAS, qui seront à la base des nouveaux postes de contrôle français à partir du milieu des années 1990 et qui auront permis au CENA d’initier des études reconnues en psychologie cognitive et ergonomie menées par Bertin Ergonomie (aujourd’hui Human design Group).

Cette liste ne donne qu'une idée très restreinte des travaux effectués au CENA, dont la totalité des notes est disponible sur le site amisducena.org.
Durant toute cette période le CENA fut un membre central de l'ensemble des projets européens d'évolution du système de gestion du trafic aérien en Europe: EATCHIP, EATMS, PHARE, C-ATM... Alain Printemps, successeur de Jean-Marc Garot à la tête du CENA en 1995, fut également à la tête du consortium Phare-X, consortium regroupant l'ensemble des centres de R&D en ATM en Europe.
La colocalisation du CENA et de l'ENAC sur le campus scientifique de Rangueil permit en 1994  la création des premières unités communes de recherche ENAC-CENA, dont le Laboratoire d'Optimisation globale (LOG), et le laboratoire d'économie et d'économétrie de l'aérien (LEEA). Le CENA fut ainsi, et pendant plusieurs années, l'un des tout premier contributeur aux différentes conférences scientifiques sur la gestion du trafic aérien, comme la conférence ATM seminar, fondé en 1997 par Jean-Marc Garot (alors Directeur Eurocontrol Brétigny) et Jack Fearnsides (directeur de la MITRE Corporation) .

## Disparition du CENA
En 2005, dans le cadre de la directive européenne du ciel unique, la Direction Générale de l'Aviation Civile doit se réformer pour séparer ses activités régaliennes de ses activités de prestataire de service. La Direction de la Navigation Aérienne dont dépendait le CENA devient Direction des Services de la Navigation Aérienne (DSNA). D'autre part la mise en place du programme SESAR, toujours dans le cadre de la directive ciel unique commence à modifier les activités du CENA.
Le 3 mars 2005, le Centre d'études de la navigation aérienne (CENA) est officiellement dissous ainsi que le Service Technique de la Navigation Aérienne. Les deux services sont alors fusionnés pour devenir la Direction de la technique et de l'innovation (DTI). La direction de la DTI est confiée au chef du STNA, et reste située sur le site central du STNA, dans la zone d'activité de Basso-Cambo, à Toulouse. Au sein de cette entité, le CENA maintient pendant trois ans une certaine indépendance sous le nom de Sous direction des études et de la recherche appliquée (SDER) de la DTI, le STNA devenant Sous-direction des Systèmes Opérationnels. Philippe Merlo est le premier chef de la SDER. Il succède en cela à Alain Printemps et est le premier chef du service issu de la filière "opérationnelle" de la DSNA et non de la filière "technique".
En 2008, Philippe Merlo succède à Jean-Marc Faysse en tant que chef de la DTI, et le 25 septembre 2008, les deux sous-directions de la DTI sont supprimées, et la SDER se retrouve éclatée en deux domaines au sein de la DTI: le domaine Exigences Opérationnelles des Systèmes (EOS), qui reste sur le site historique d'Athis-Mons, et le domaine Recherche et Développement(R&D) qui est principalement situé sur le site du campus scientifique de Rangueil à Toulouse. Le premier chef du domaine R&D sera Patrick Dujardin, qui sera remplacé par Jean-Marc Alliot en 2009.
Au cours des années 2009 et 2010, le site d'Athis-Mons connait une lourde réorganisation, la direction du domaine EOS est rapatriée sur le site central de la DTI à Basso-Cambo, et une grande partie des pôles d'Athis-Mons sont également ramenés à Basso-Cambo, amenant le site historique du CENA à une quasi-fermeture.
Courant 2009, suivant l'avis de l'adjointe au directeur de la DTI chargée de la prospective, et contre l'avis du chef du domaine R&D, le directeur de la DSNA décide de ne pas participer au work package E du projet SESAR, demandant à l'ENAC de se charger de la tâche. Le Work Package E était la partie du projet SESAR chargée de l'activité recherche innovante et long terme. La conséquence logique est le souhait de la DSNA de réorganiser la DTI de façon à se séparer de ses activités de R&D. Le 11 mai 2010 Pascal Planchon remplace Philippe Merlo à la direction de la DTI. Il effectuera, malgré l'opposition d'une très grande majorité des personnels du domaine R&D, une nouvelle réorganisation le 27 décembre 2011 supprimant le domaine R&D, et le remplaçant par un nouveau domaine Études Européennes et Innovation (EEI), domaine qui perd les missions de recherche appliquée confiées au CENA en 1973. Ce domaine sera également rapatrié sur le site central de la DTI à Basso-Cambo, les bâtiments de Rangueil étant restitués à l'ENAC. Les personnels du domaine R&D sont alors éclatés entre le nouveau domaine EEI et l'ENAC, les titulaires de doctorats étant reversés à l'ENAC, les autres personnels restant en principe à la DTI (une majorité d'entre eux demanderont en fait leur mutation vers d'autres services).

## Conséquences sur le paysage de la R&D dans la gestion du trafic aérien en Europe
Une grande partie de la présence française dans le domaine de la R&D dans la gestion du trafic aérien a été reprise par l'Espagne. L'Espagne a ainsi créé en 2008 le CRIDA, qui reprend en très grande partie les missions du CENA. L'Espagne a aussi obtenu la direction du Work Package E du projet SESAR, et se place comme le leader européen actuel de la R&D dans la gestion du trafic aérien, une place que le CENA avait occupé pendant 50 ans. On peut comprendre cette présence espagnole dans le domaine de la R&D par le souhait de l'Espagne de soutenir la société INDRA, qui fournit actuellement plus de 90 pays dans le monde en systèmes de gestion du trafic aérien. INDRA fournit en particulier trois des plus grands pays européens: le Royaume-Uni, l'Allemagne et l'Espagne, le principal concurrent d'INDRA étant la société française Thalès Air System.